# CF Montréal
Club de Foot Montréal (wcześniej ang. Montreal Impact, fr. Impact de Montréal) – kanadyjski klub piłkarski z siedzibą w Montrealu w prowincji Quebec. Od sezonu 2012 gra w amerykańskiej lidze MLS.

## Historia
Montreal Impact Football Club został założony w 1992. W latach 1993–1994 klub występował w lidze APSL. W kolejnych latach klub występował w lidze USL First Division, która była następczynia APSL. Montreal Impact trzykrotnie wygrał te rozgrywki. Do 2011 klub występował w lidze North American Soccer League, która jest drugą klasą rozgrywkową w Stanach Zjednoczonych.
Właściciel Montreal Impact Joey Saputo w 2007 rozpoczął starania o przystąpienie do Major League Soccer. Starania te zakończyły się sukcesem 7 maja 2010, kiedy to komisarz ligi Don Garber ogłosił przystąpienie klubu do MLS od sezonu 2012.

## Kadra na sezon 2025
| Nr | Poz. | Piłkarz                 |
| -- | ---- | ----------------------- |
| 1  | BR   | Sebastian Breza         |
| 2  | OB   | Jalen Neal              |
| 3  | OB   | Tom Pearce              |
| 4  | OB   | Fernando Álvarez        |
| 5  | OB   | Brandan Craig           |
| 6  | PO   | Samuel Piette (kapitan) |
| 7  | NA   | Kwadwo Opoku            |
| 8  | PO   | Dominik Jankow          |
| 9  | NA   | Prince Owusu            |
| 10 | PO   | Bryce Duke              |
| 11 | OB   | Jahkeele Marshall-Rutty |
| 13 | OB   | Luca Petrasso           |
| 14 | NA   | Sunusi Ibrahim          |
| 16 | OB   | Joel Waterman           |

| Nr | Poz. | Piłkarz                |
| -- | ---- | ---------------------- |
| 17 | NA   | Giacomo Vrioni         |
| 18 | PO   | Hennadij Synczuk       |
| 19 | PO   | Nathan-Dylan Saliba    |
| 21 | PO   | Fabian Herbers         |
| 22 | PO   | Victor Loturi          |
| 23 | PO   | Caden Clark            |
| 24 | OB   | George Campbell        |
| 25 | PO   | Dante Sealy            |
| 27 | OB   | Dawid Bugaj            |
| 28 | NA   | Jules-Anthony Vilsaint |
| 33 | BR   | Emil Gazdov            |
| 35 | NA   | Owen Graham-Roache     |
| 39 | OB   | Aleksandr Guboglo      |
| 40 | BR   | Jonathan Sirois        |

## Sukcesy
- mistrzostwo USL First Division (3): 1994, 2004, 2009.
- Commissioner’s Cup (5): 1995, 1996, 1997, 2005, 2006.
- Voyageurs Cup (7): 2002, 2003, 2004, 2005, 2006, 2007, 2008.
- Can Am Cup (3): 1998, 2003, 2004.
- Montreal Cup: 2001.

## Trenerzy
- Eddie Firmani (1993)
- Valerio Gazzola (1994–1997)
- Paul Kitson (1998)
- Tasso Koutsoukos (1998–2000)
- Zoran Jankovic (2000)
- Valerio Gazzola (2000–2001)
- Nick DeSantis (2001, 2004–2008, 2011)
- Bob Lilley (2002–2003)
- John Limniatis (2008–2009)
- Marc Dos Santos (2009–2011)
- Jesse Marsch (2011–2012)
- Marco Schällibaum (2013)
- Frank Klopas (2013–2015)
- Mauro Biello (2015–2017)
- Rémi Garde (2017–2019)
- Wílmer Cabrera (2019)
- Thierry Henry (2019–2021)
- Wilfried Nancy (2021–)